# Amy Williams (rugbista)
Amy Louise Williams (Hastings, 15 dicembre 1986) è una rugbista a 15 e allenatrice di rugby a 15 neozelandese, campionessa del mondo nel 2006 con le Black Ferns.

## Biografia
La carriera sportiva di Amy Williams si è svolta interamente ad Hawke's Bay, nelle cui giovanili si formò; esordiente nel 2003 nella formazione provinciale, già un anno dopo rappresentò la Nuova Zelanda a livello femminile U-19 nel touch.
Debuttò con le Black Ferns e disputò la sua prima partita da titolare a ottobre di quell'anno ad Hamilton in occasione di un test match contro l'Inghilterra e l'anno seguente fu inclusa nella rosa neozelandese che prese parte in Canada alla Coppa del Mondo 2006, al termine della quale la squadra confermò il titolo vinto quattro anni prima.
La vittoria mondiale fu l'ultimo appuntamento internazionale a XV di Amy Williams, che continuò a rappresentare il suo Paese nella formazione a VII; nel 2015, dopo 50 apparizioni provinciali per Hawke's Bay (intervallate da un anno di infortunio, uno a Manawatu e un altro di inattività provinciale per mancata partecipazione al campionato), Amy Williams fu ingaggiata in Italia dal Bologna per la stagione 2015-16, nel corso della quale allenò anche la formazione femminile U-16 del club.
Con la squadra rossoblu giunse fino alla semifinale di campionato persa contro Monza.
Dalla fine della parentesi italiana Amy Williams milita nuovamente nella squadra provinciale di Hawke's Bay.

## Palmarès
- Coppe del mondo: 1
Nuova Zelanda: 2006